# Dimitrovgrad (Rusland)
Dimitrovgrad (Russisch: Димитровгра́д) is een stad in de Oblast Oeljanovsk in het zuidwesten van Rusland. In 2007 had de stad rond de 127.000 inwoners.

## Geschiedenis
Als stichtingsjaar van de stad wordt vaak 1698 genoemd, toen de Tsjoevasjen hier een nederzetting stichtten. Ze noemden deze nederzetting Melekes, naar een rivier dichtbij. Rond 1730 werd er een lokale distillerij gebouwd, wat veel arbeiders naar het dorp trok. 
In 1877 werd het dorp een posad, een handelsnederzetting. In 1919 werd de plaats dan officieel een stad. Op 15 juli 1972 werd de naam van de stad veranderd, en vernoemd naar de Bulgaarse communist Georgi Dimitrov.

## Geboren
- Stanislav Donets (7 juli 1983), zwemmer
- Yury Zakharevich (18 januari 1963), gewichtheffer